# Argentin dió
Az argentin dió (Juglans australis) a diófák (Juglans) nemzetségének Rhysocaryon fajcsoportjába tartozó faj.

## Előfordulása
Az argentínai Tucumán, Salta és Jujuy tartományokban, valamint Bolívia Tarija és Chuquisaca  területein honos.